# Musikparade (Tournee)

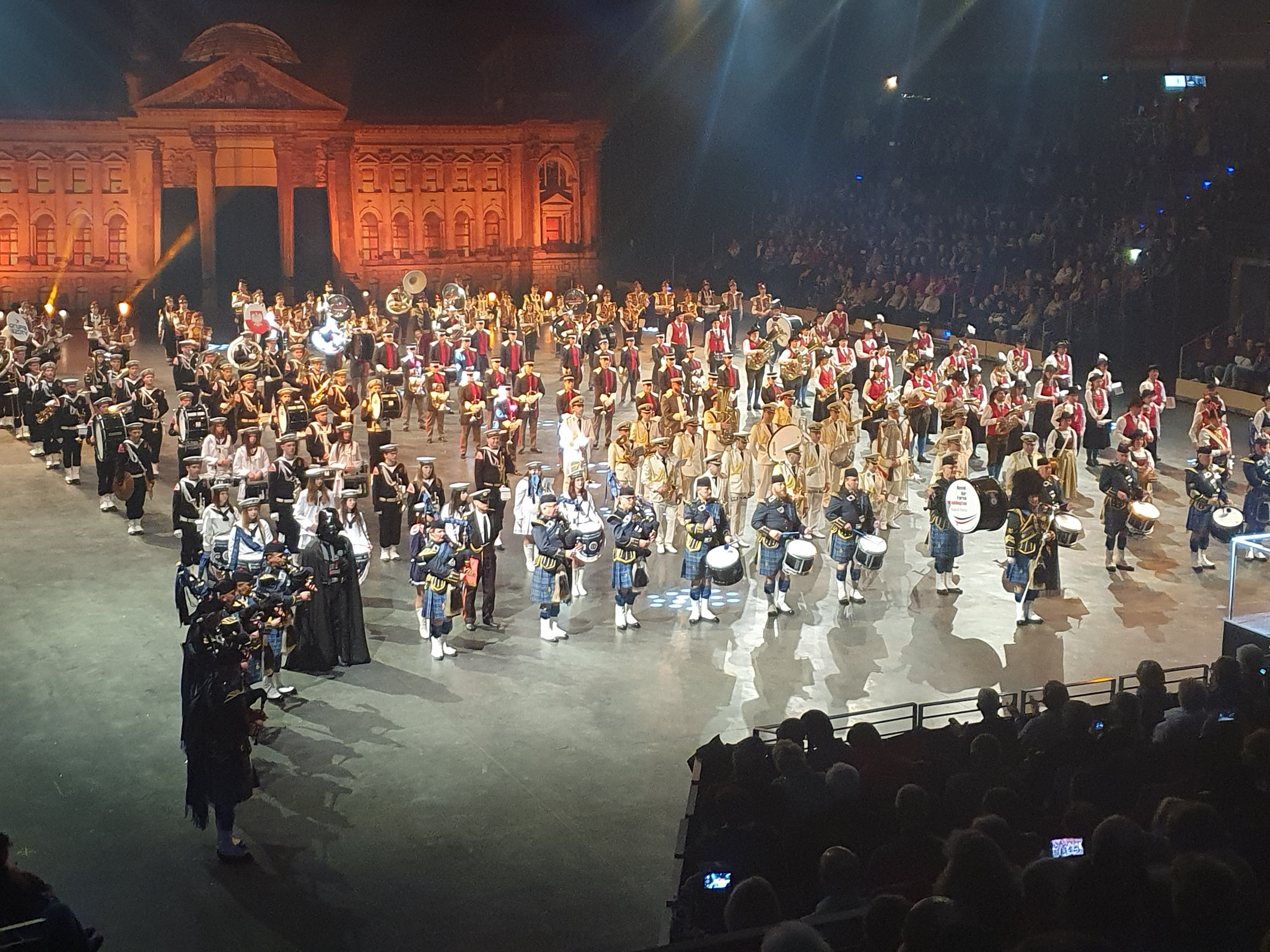
Militärmusikparade 2023 in Berlin

Die Musikparade ist eine seit dem Jahr 2001 jährlich stattfindende privatwirtschaftlich organisierte Veranstaltung und nach eigenen Angaben die größte europäische Tournee für Militär- und Blasmusik.

## Beschreibung
Bei den Veranstaltungen treten Orchester und Spielmannszüge verschiedener Nationen auf. Häufig sind dabei Drum Corps und Marching Bands vertreten. In den vergangenen Jahren hatte die Musikparade regelmäßig mehr als 100.000 Zuschauer. Im Rahmen der Tournee finden jährlich etwa 30 Konzerte statt, beispielsweise in der Frankenhalle in Nürnberg, der EWE Arena in Oldenburg und der Westfalenhalle in Dortmund.